# Inhoaíba
Inhoaíba é um bairro localizado na Zona Oeste do município do Rio de Janeiro. Seu IDH, no ano 2000, era de 0,747, o 115º colocado entre 126 regiões analisadas no município do Rio de Janeiro.

## História
A "Fazenda de Inhoaíba" era atravessada pela Estrada Real de Santa Cruz, atual avenida Cesário de Melo e ficava em frente à "Fazenda Campinho". Com a implantação do ramal ferroviário de Mangaratiba, atual ramal de Santa Cruz, foi inaugurado em 1912, a estação Engenheiro Trindade, chamada posteriormente de Inhoaíba, que consolidou o nome do bairro. Suas terras eram utilizadas para a lavoura do café e da laranja. A partir dos anos 70, a urbanização da área se intensifica, e surgem grandes loteamentos, como o Vilar Carioca e o Vilar Guanabara. Em 1993 o prefeito Cesar Maia emancipou Inhoaíba como um bairro autônomo de Campo Grande, porem não se tornou alvo de seus projetos, Favela-bairro e Rio-cidade.

## Estrutura
Contém uma população de aproximadamente 60.000 habitantes(segundo informações do Instituto Brasileiro de Geografia e Estatística - IBGE - Censo Demográfico 2000). Tem por vizinhança os bairros de Cosmos, Guaratiba e Campo Grande.
O bairro é cortado pela avenida Cesário de Melo, uma importante via de transportes urbanos que liga Santa Cruz a Campo Grande. A mesma possui ciclovia no trajeto. Também passa pelo bairro o segundo maior ramal de trens da região metropolitana do Rio de Janeiro e é servido pelas estações de trem de Inhoaíba e Benjamin do Monte.
No bairro localiza-se o Viaduto São Sebastião a via liga a avenida Cesário de Melo à Estrada de Inhoaíba, o que representa uma alternativa de acesso entre a Cesário de Melo e a Estrada do Campinho, ligando Campo Grande ao bairro de Santa Margarida. Destaca-se o Instituto Metodista Ana Gonzaga, que cuida de crianças e jovens carentes.
O bairro de Inhoaíba faz parte da região administrativa de Campo Grande. Os bairros integrantes da região administrativa são: Campo Grande, Cosmos, Senador Vasconcelos e Inhoaíba.

## Topônimo
A história da origem do nome é controversa. Diz a lenda que o nome teve origem na época das grandes fazendas de escravos e a fazenda pertencia ao Sr. Aníbal, mas os escravos o chamavam de Sinhô Aníbal ou "Inho Aniba", dando origem ao nome Inhoaíba. Outra hipótese é que o nome seja proveniente do tupi antigo, por meio da composição entre nhũ (campo) e aíba (ruim), denominação dada pelos indígenas à baixada entre a serra de mesmo nome e Campo Grande.